# Templo de Júpiter (Pompeia)

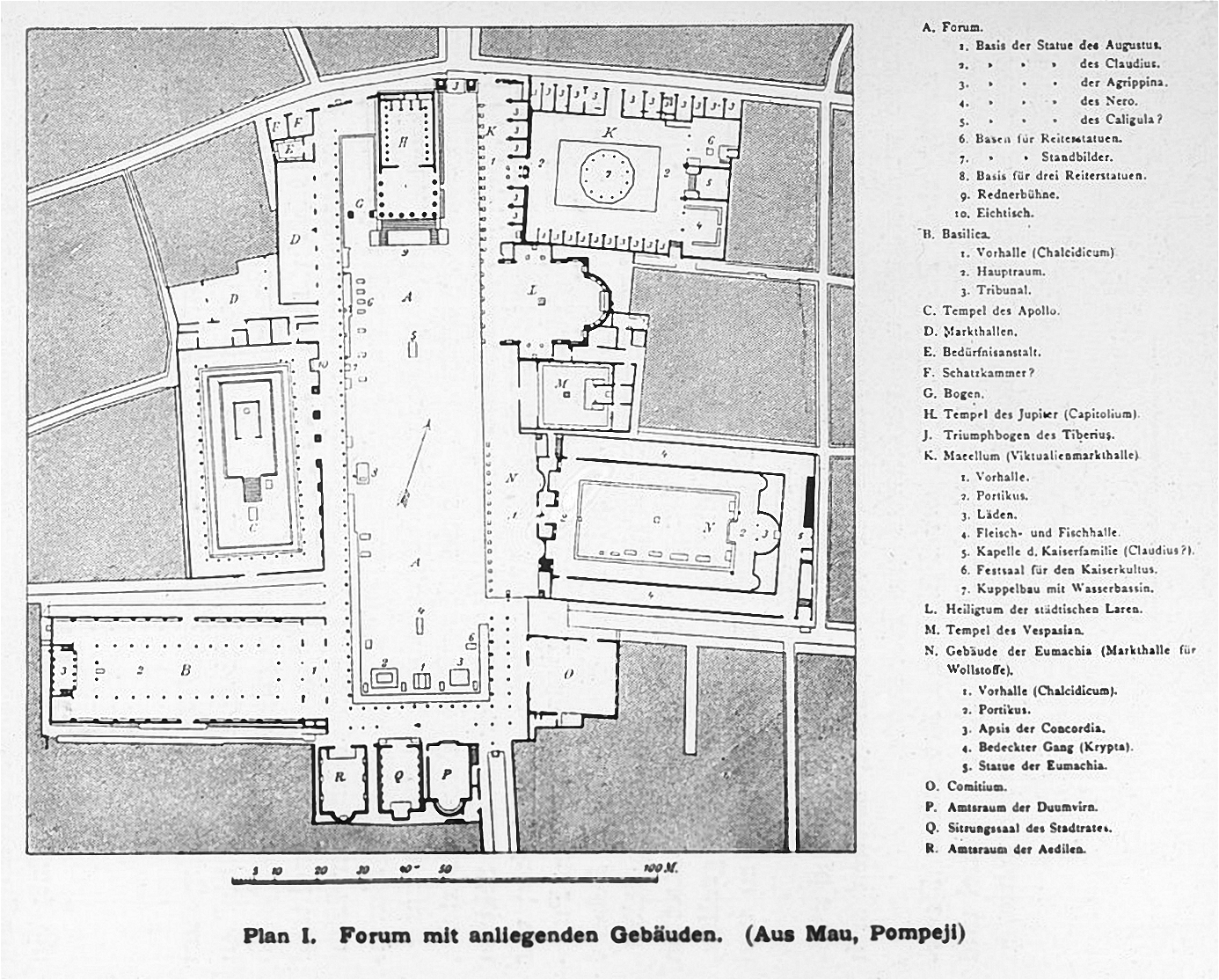
Mapa do Fórum em Pompeia, com o Templo de Júpiter ou Capitólio (H) em sua extremidade norte (centro superior).

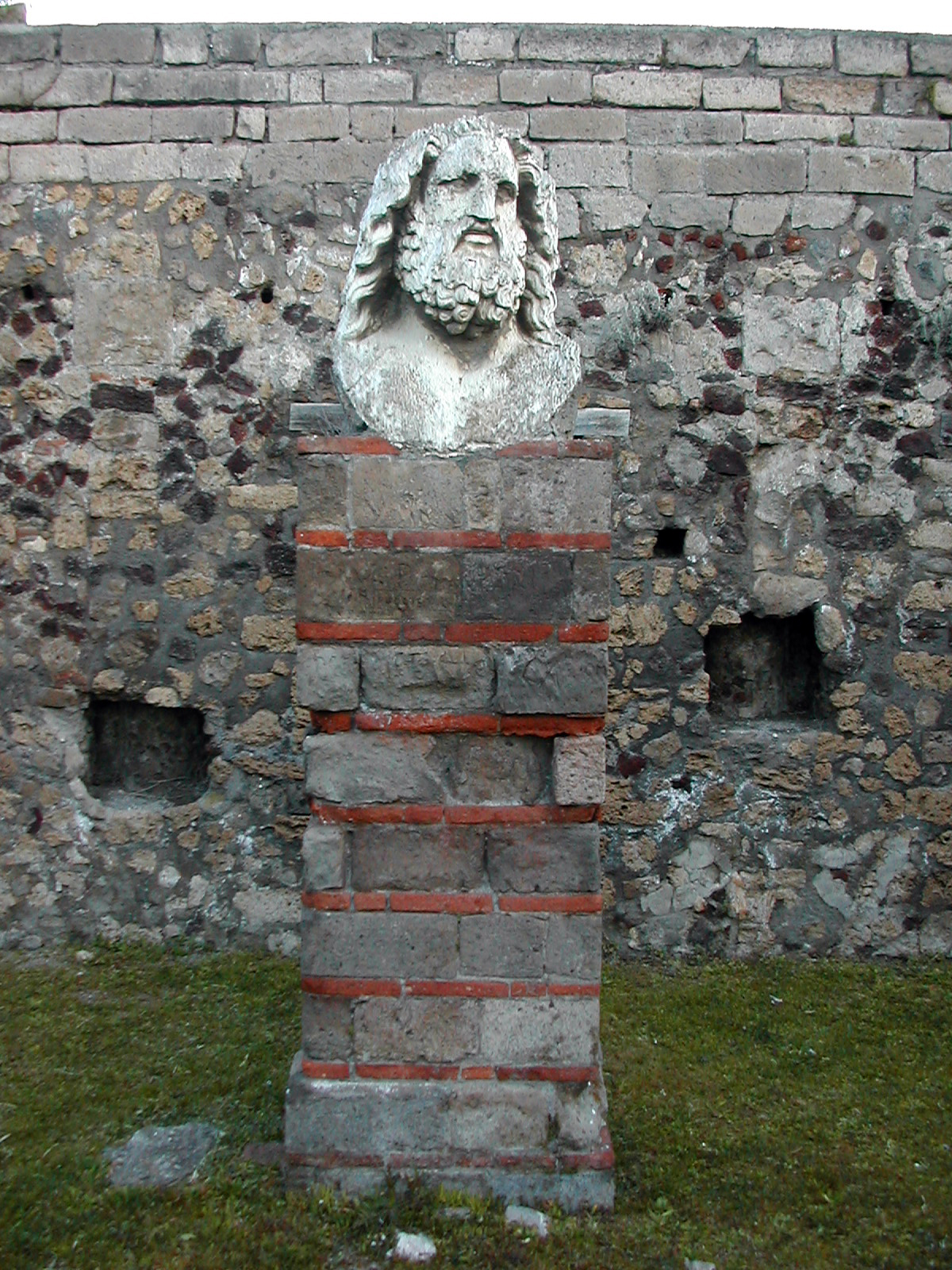
Busto de Júpiter na extremidade norte do Templo

O Templo de Júpiter, Capitólio, ou Templo da Tríade Capitolina, foi um templo na Pompeia romana, no extremo norte do seu fórum. Inicialmente dedicado somente a Júpiter, foi construído em meados do século II a.C., ao mesmo tempo em que o Templo de Apolo estava sendo reformado – esta foi a área em que a influência romana sobre Pompeia aumentou. Inicialmente dedicado somente a Júpiter, foi construído em meados do século II a.C., ao mesmo tempo em que o Templo de Apolo estava sendo reformado – esta foi a área em que a influência romana sobre Pompeia aumentou. Então, o Júpiter romano substituiu o Apolo grego como a divindade líder da cidade. Júpiter era o governante dos deuses e o protetor de Roma, onde seu templo era o centro da religião romana e do culto de estado.

## História
O Templo de Júpiter foi construído por volta de 250 a.C. e foi originalmente dedicado a Júpiter: foi construído em um período de forte expansão urbana da cidade e logo se tornou a principal estrutura sagrada de Pompeia. Após a conquista da cidade por Lúcio Cornélio Sula, o templo foi dedicado ao culto da Tríade Capitolina, portanto chamada de Capitólio e por isso, além da veneração de Júpiter, também foram acrescentados os de Juno e Marte: era de fato costume entre os romanos dedicar templos situados no centro da cidade a estas divindades, tal como o mesmo se fazia anteriormente para Júpiter; no entanto, alguns estudiosos acreditam que talvez desde a sua origem este tenha sido dedicado à Tríade, como demonstram alguns estudos realizados no pódio, que o datariam antes de 80 a.C., data da conquista sulana, e portanto não teria passou por obras de reforma para adição das outras duas estátuas.
Restaurado durante a era tiberiana, o templo sofreu danos consideráveis após o terremoto de Pompeia em 62, tanto que o tímpano e o entablamento ruíram; foi então enterrado sob um manto de cinzas e detritos durante a erupção do Vesúvio em 79, quando as obras de restauração ainda não haviam sido concluídas: a estrutura certamente carecia de telhado. Foi descoberto entre finais do século XVIII e início do século XIX, na sequência de escavações arqueológicas realizadas pela dinastia Bourbon; em fevereiro de 2012, um pedaço de gesso do templo, com cerca de um metro de comprimento, quebrou-se de uma parede: o dano foi declarado não grave.

## Descrição

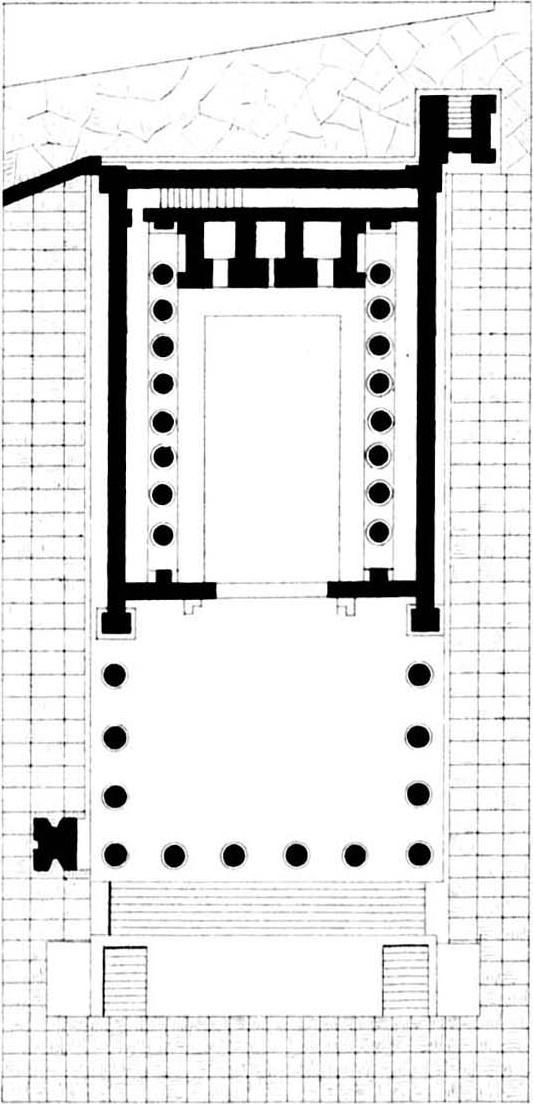
Planta do templo

O templo de Júpiter, localizado na parte norte do fórum, de tipo itálico, possui um alto pódio, com trinta e sete metros de comprimento e dezessete metros de largura, feito com inserções de lava e tufo, decorado com semi-colunas e vazio interior, com entrada pelo lado nascente: esta área está dividida em três naves, com abóbada de berço e paredes em opus incertum; as salas, três para ser mais preciso, chamadas de favissa, serviam ora como depósitos, provavelmente pelos sacerdotes, ora como guarda do tesouro da cidade. Os degraus que conduzem ao templo têm uma forma particular: são na verdade duas fiadas de escadas, que convergem ambas para um patamar e daqui uma escada mais larga conduz ao altar; nas laterais dessas escadas havia duas estátuas equestres, reproduzidas em um afresco na casa de Lúcio Cecílio Giocondo.
Do tipo prostilo, o templo possui um pronau com seis colunas na fachada e quatro nas laterais, todas em tufo, estucadas, com capitel coríntio e com altura máxima que não ultrapassava os doze metros: o conjunto a área foi pavimentada em travertino, provavelmente uma reforma realizada na era tiberiana. Mais de metade do pódio é ocupado pela cela: está dividido em três naves por uma colunata cuja nave central é muito mais larga que as duas laterais e ainda nos cantos existem quatro pilares de tufo decorados com folhas de acanto e volutas, repousando sobre uma base de sótão moldada: esta forma particular da nave aumentou a espetacularidade na visão das três estátuas, colocadas no fundo da cela. As colunas da cela estão em dupla ordem, separadas por uma arquitrave: as da parte inferior estão em ordem jônica, mas não resta nenhum vestígio da superior. A decoração pictórica foi inicialmente no primeiro estilo, como reproduções de mármore,posteriormente substituída por uma pintura de segundo estilo na parte superior e uma terceira estilo no pedestal; o piso era feito de pedra em forma de diamante, o chamado opus scutulatum.
Nas bases, talvez à espera de serem cobertas com lajes de mármore, havia estátuas: delas não resta nenhum vestígio, exceto uma cabeça de Júpiter, de enormes dimensões, talvez uma cópia da do Capitólio de Roma, mesmo que esta hipótese não pareça. ser muito confiável, já que o de Pompéia provavelmente foi feito antes do romano, um corpo, talvez pertencente ao próprio Júpiter e uma máscara de Juno. Em consonância com o templo, no fórum, um grande altar, enquanto nas laterais havia arcos monumentais que fechavam a praça, como os dedicados a Nero e Druso.

## Expansão após a conquista romana
Como a divindade mais importante da Roma Antiga, muitos templos foram construídos para honrar Júpiter ou toda a Tríade Capitolina (consistindo de Júpiter, Juno, e Minerva) em cidades recentemente conquistadas pelos romanos. Isso valeu para Pompeia, onde o Templo de Júpiter previamente existente foi ampliado e alterado após a conquista.
Pompeia foi ocupada pelos romanos a partir de 310 a.C. No entanto, manteve grande parte de sua autonomia até a Guerra Social no início do século I a.C. Em 89, a cidade foi sitiada por Sula. A língua, a cultura e a lei romanas logo dominariam a cidade.
A arquitetura da cidade foi amplamente alterada pelos gregos, mas o domínio romano logo levaria a alterações neste estilo. Em contraste com os ocupantes anteriores samnitas, os romanos acreditavam muito na importância da arquitetura na vida religiosa e cívica. Pompeia foi transformada em um lugar muito mais público e aberto. Edifícios e espaços públicos viriam a dominar a cidade.

## Destruição no terremoto de 62 e perda de significância
Em 62 d.C., um terremoto abalou a cidade de Pompeia, destruindo grande parte do Templo de Júpiter. Depois disso, o muito menor Templo de Júpiter Meilichios se tornou o principal local de adoração a Júpiter e à Tríade Capitolina. O Templo original de Júpiter ainda estava aguardando restauração quando o Monte Vesúvio entrou em erupção em 79.